# ЖОК Поштар
Одбојкашки клуб Поштар је женски одбојкашки клуб из Београда. Клуб се тренутно такмичи у Првој лиги Србије, другом рангу такмичења.

## Историја клуба
ОК Поштар 064 је основан 1952. године. У периоду од 1958. до 1973. године био је један од најбољих клубова у земљи, да би након тог периода завршио у најнижем степену такмичења.
Поново постаје члан Прве „А” Савезне лиге 1993. године.
Први велики успех клуб бележи 1995. године када, предвођен Гораном Нешићем, осваја национални куп.
У сезонама 2003/04. и 2004/05., Поштар 064 поново постаје победник националног купа. Доласком на место шефа стручног штаба Дарка Закоча, клуб бележи највеће успехе у историји. Под његовим водством, освојене су три узастопне „дупле” круне.
Нажалост, 2010. године, Поштар 064 испада из Суперлиге Србије, не забележивши ниједну првенствену победу у сезони.
Али, одлуком Извршног одбора Одбојкашког савеза Србије о промени система такмичења и повећању броја екипа са 8 на 10, Поштар 064 је задржао статус суперлигаша и играо је у Суперлиги Србије и у сезони 2010/11. Ипак у сезони 2010/11. Поштар је у Суперлиги заузео последње 10. место и испао у нижи ранг. Од 2012. клуб у свом називу не носи више 064, јер је истекао спонзорски уговор.

## Успеси
- Национално првенство (4):
  - Првенство Србије и Црне Горе: (1): 2006.
  - Првенство Србије (3): 2007, 2008, 2009.
- Национални куп (6):
  - Куп СР Југославије (1):: 1995.
  - Куп Србије и Црне Горе (2): 2004, 2005.
  - Куп Србије (3): 2007, 2008, 2009.

## Сезона 2009/10
| Н° | Име и презиме     | Позиција              | Рођена |
| -- | ----------------- | --------------------- | ------ |
| 1  | Мина Поповић      | средњи блокер         | 1994.  |
| 2  | Тијана Речевић    | примач сервиса        | 1992.  |
| 3  | Марија Пуцаревић  | техничар              | 1990.  |
| 4  | Бианка Буша       | примач сервиса        | 1994.  |
| 6  | Слађана Мирковић  | техничар              | 1995.  |
| 7  | Анђелка Пантовић  | коректор              | 1990.  |
| 8  | Станија Малетић   | средњи блокер         | 1980.  |
| 9  | Анита Златић      | примач сервиса/либеро | 1990.  |
| 10 | Невена Ристић     | либеро                | 1993.  |
| 11 | Ивана Мрдак       | средњи блокер         | 1993.  |
| 12 | Јована Гогић      | техничар              | 1993.  |
| 13 | Драгана Илић      | средњи блокер         | 1983.  |
| 14 | Софија Ивановић   | примач сервиса        | 1991.  |
| 15 | Круна Зечевић     | либеро                | 1994.  |
| 16 | Јелена Ћоровић    | примач сервиса        | 1993.  |
| 17 | Тијана Аћимовић   | коректор              | 1993.  |
| 18 | Катарина Раичевић | средњи блокер         | 1994.  |

## Познате играчице
- Ана Антонијевић
- Јована Бракочевић
- Стефана Вељковић
- Јована Весовић
- Бојана Живковић
- Јасна Мајсторовић
- Маја Огњеновић
- Силвија Поповић
- Александра Ранковић